# Carsten Nulle
 Carsten Nulle  (ur. 25 lipca 1975 w Langen) – niemiecki piłkarz, grający na pozycji bramkarza.

## Kariera w Niemczech
Nulle w początkach swojej kariery grał w młodzieżowych zespołach: Viktoria Aschaffenburg, Eintracht Frankfurt i Rot-Weiß Walldorf, z którego w sezonie 1995/1996 trafił do seniorskiej drużyny FV Bad Vilbel. Od sezonu 1996/97 występował w FSV Frankfurt, a następnie w SG Egelsbach i w Viktoria Aschaffenburg. Regularne występował w SV Sandhausen w sezonie 1999/2000, skąd przeniósł się do SV Waldhof Mannheim. Następnie jeden sezon spędził w Rot-Weiß Oberhausen, gdzie nie rozegrał ani jednego meczu. W 2004 roku przeniósł się do Fortuna Düsseldorf, skąd został sprowadzony do Polski. W sezonie 2005/2006 trafił do Górnika Zabrze, gdzie miał zastąpić Piotra Lecha.

## Występy w Polsce
W Górniku prowadzonym przez Ryszarda Komornickiego Carsten zadebiutował w lidze 3 marca 2006 roku w wygranym 2:1 meczu z Cracovią. Po raz pierwszy w barwach nowego klubu czyste konto zachował 22 kwietnia 2006 roku w wygranym 2:0 meczu z Amiką Wronki, w którym dostał żółtą kartkę. W meczach Ekstraklasy łącznie puścił 16 bramek w 7 spotkaniach. Na boiskach polskiej ligi przebywał łącznie przez 630 minut. Następca Ryszarda Komornickiego na stanowisku trenera Górnika - Marek Motyka postanowił zrezygnować z usług Niemca i zastąpił go polskim bramkarzem Mateuszem Sławikiem. Carsten Nulle był drugim graczem niemieckim występującym w Polsce.

## Powrót do Niemiec
W sezonie 2006/2007 Nulle powrócił do 2. Bundesligi, gdzie podpisał kontrakt z drużyną SC Freiburg, lecz na skutek niedotarcia dokumentów z Górnika nie wystąpił w inauguracyjnym meczu sezonu z Hansą Rostock. Pomiędzy słupkami zastąpił go wówczas Alexander Walke. Wskutek tego zdarzenia zawodnik popadł w konflikt ze swoim dawnym klubem, po rozwiązaniu sporu wystąpił w zespole z Fryburga 29 kwietnia 2007 roku w wygranym 3:2 meczu z Kickers Offenbach. Występy w następnym sezonie zaczął 21 października 2007 roku wygranym 2:0 spotkaniem z FC St. Pauli. W zespole tym rozegrał 10 meczów, po których został wypożyczony do zespołu SC Paderborn 07, gdzie zadebiutował w przegranym 0:6 meczu z 1. FSV Mainz 05. Od sezonu 2008/2009 grał w FC Carl Zeiss Jena. 21 lutego 2010 w 90 minucie ligowego spotkania z VfL Osnabrück zdobył bramkę dającą jego drużynie remis 1:1. Był to strzał głową po dośrodkowaniu z rzutu rożnego. Od sezonu 2012/2013 reprezentował barwy KSV Hessen Kassel, a karierę zakończył w 2014 w klubie Wormatia Worms.